# Lamyra fmbriata
Lamyra fmbriata är en tvåvingeart som först beskrevs av Johann Wilhelm Meigen 1820.  Lamyra fmbriata ingår i släktet Lamyra och familjen rovflugor. Inga underarter finns listade i Catalogue of Life.